# Château de Jarcieu
Le château de Jarcieu est situé à Jarcieu, commune du département de l'Isère, dans la région Auvergne-Rhône-Alpes.
Cet édifice, qui date de la fin du Moyen Âge, a été en partie remanié au XVIIe siècle et abrite les collections uniques du musée de la faïencerie fine.

## Histoire
Le château est daté de la fin du Moyen Âge (probablement du XVe siècle, bien que l'existence d'un château plus ancien ait été évoquée) et il est resté, jusqu'au début du XXe siècle, la propriété d'aristocrates locaux. Il a été en partie remanié au XVIIe siècle.
Jacques de Miolans, chevalier, est gouverneur du Dauphiné, il signe de nombreux actes au château où il recevra la visite du roi Charles VIII. Jacques de Miollans y meurt en 1496.
Le roi Charles IX, dans le cadre de son « Grand tour de France », accompagné de Catherine de Médicis et des futurs rois Henri III et Henri IV, passe une nuit au château le 15 août 1564, fuyant la ville de Roussillon où ils s'étaient installés, à la suite d'un cas de peste et après avoir dîné à Anjou.
Durant les guerres de Religion, Jacques de Saluces de Miolans, seigneur de Cardé et du château de Jarcieu est un capitaine protestant. Durant le règne d'Henri IV, Jacques Mitte-Miolans, baron de Jarcieu, Comte d'Anjou est conseiller d'État mais aussi Lieutenant-gouverneur en Lyonnais, Forez et Beaujolais. Son fils Louis XIII unit la Baronnie de Jarcieu à celle d'Anjou et érige cette dernière en Ccomté. Sous les règnes de Louis XIII et de Louis XIV, Melchior Mitte de Chevrières, baron de Jarcieu reçoit le titre de comte d'Anjou, 1er baron de Lyonnais et de Savoie. Il est ministre d'État, lieutenant-général des armées du roi et du Gouvernement de Provence.
En 1669, le château de Jarcieu appartient à Alexandre Falcoz de la Blache puis à ses descendants, jusqu'à la fin du XVIIIe siècle. Au cours du XIXe siècle la famille Rostaing de la Valuze est propriétaire du château qui passera ensuite aux mains d'autres familles 

## Toponymie
Le nom de Jarcieu, du latin Jarciacum et dénommé Jarceu au XIe siècle, provient d'un domaine d´origine gallo-romaine, dénommé Garciacum ou Gerciacum, lui-même issu du nom du patronyme d'un homme romain « Gericus ».

## Situation et accès

### Situation
Le château, son domaine et son musée, sont situés à proximité du centre du bourg de Jarcieu, dans la partie septentrionale de la petite agglomération. Le site est positionné dans la rue Saint-Sulpice.

### Accès

#### Par la route
Le bourg de Jarcieu était autrefois traversé par la route nationale 519 reliant Davézieux à Beaucroissant, mais cette route, déclassée en RD 519 a été déviée sous le nom de RD519f, afin d'éviter la traversée du petit bourg par les camions. L'ancienne route permet toujours de traverser ce village et d'atteindre le dite du château par la RD46. 
La RD519 permet de rejoindre la route nationale 7 et l'autoroute A7, vers l'ouest et la RD 1085 (route de Grenoble à Lyon) et l'autoroute A48, vers l'est, ainsi que l'aéroport de Grenoble-Alpes-Isère, situé à moins de trente kilomètres de la commune de Jarcieu.

#### Par les transports en commun
Ligne d'autocar
La ligne BEA04 Bellegarde-Moissieu-Jarcieu-Beaurepaire gérée par le réseau interurbain de l'Isère, plus connu sous le nom de Transisère, passe à proximité du site du château.

## Description
Le château a été construit avec les techniques et les matériaux traditionnels utilisés dans la région de Beaurepaire, comme la molasse, le galet ou le pisé, ce dernier uniquement pour les communs.
Un cadran solaire daté du XVIIIe siècle est visible sur la façade sud du Château. D'une dimension d'un mètre soixante sur un mètre soixante, il est recouvert d'un enduit de chaux sur galets roulés. La devise IN RECTO DECUS (signifiant « l'honneur acquis en ligne droite ») y est inscrite sur sa partie haute .

## Le Musée de la Faïence Fine

### Présentation
Installé dans les dépendances du château de Jarcieu, le musée de faïence fine présente une exposition permanente considérée comme unique en France. De nombreux objets d'époque tels que des tasses à moustaches, assiettes à devinettes, à rébus, plats à barbe, dînettes, tirelires sont exposés dans les différentes salles. 
Il existe des possibilités de visites guidées (celles-ci comprennent la présentation du château, du musée de faïence fine, du parc et des jardins) et le site est accessible aux personnes à mobilité réduite .